# Dolní Poustevna
Dolní Poustevna (in tedesco Niedereinsiedel) è una città della Repubblica Ceca facente parte del distretto di Děčín, nella regione di Ústí nad Labem.